# Der Bandit von Sacramento
Der Bandit von Sacramento (Originaltitel: In Old Sacramento) ist ein US-amerikanischer Western aus dem Jahr 1946 von Joseph Kane mit Wild Bill Elliott und Constance Moore in den Hauptrollen. Das Drehbuch basiert auf einer Originalstory von Jerome Odlum. Er ist eine Neuverfilmung von Regisseur Kanes Film The Carson City Kid aus dem Jahr 1940.

## Handlung
Während des kalifornischen Goldrauschs im Jahr 1851 schießen Goldgräber den Goldsucher Johnny Barrett nieder und töten dessen Bruder Bud. Jim Wales, ein Freund der Barretts, behandelt Johnnys Wunden, und als Johnny Rache an den Mördern seines Bruders schwört, rät Jim ihm, sie vor dem Gesetz zur Rechenschaft zu ziehen. Zwei Jahre später wird Jim zum Sheriff von Sacramento gewählt. Ein spanisch sprechender, maskierter Gesetzloser namens „Spanish Jack“ überfällt die Postkutschen der Wells Fargo-Expresszüge.
Johnny, mittlerweile ein gewiefter Spieler, hat sich in Belle Malone, den Star der Revue „River Belle“, verliebt. Als Belle beschließt, die Revue und den gleichnamigen Flussdampfer zu verlassen, um die Goldlager zu besichtigen und dann nach Australien zu segeln, fleht Zebby Booker, ihre treue Gefährtin und Besitzerin der örtlichen Pension, Johnny an, Belle zum Bleiben zu überreden. Belle, die jedoch weiß, dass Johnny sich als Spanish Jack verkleidet hat, teilt ihm mit, dass sie ihre Beziehung beenden muss, da seine Handlungen im Widerspruch zu ihren moralischen Werten stehen. In einer Bergbaustadt im Sonora-Distrikt stellen Jim und Eddie Dodge, der Anführer der Bürgerwehr, Spanish Jack eine Falle. Jim vermutet, dass einer der Bürgerwehrmänner der Komplize des Gesetzlosen sein könnte, und teilt der Gruppe mit, dass die Postkutsche ihre reguläre Route nehmen wird. Kurz nachdem sie die Stadt verlassen haben, wird die Postkutsche, die Belle und Zebby sowie eine reiche Goldladung transportiert, von Spanish Jack und seinem Komplizen Laramie angegriffen. Nachdem Jack die Geldkassette erbeutet hat, küsst er Belle, die zurückweicht und ihn in die Schulter beißt.
Unmittelbar nach dem Angriff beruft Eddie ein Treffen der Bürgerwehren ein, und als Laramie nicht erscheint, nimmt Eddie an, dass er der Komplize von Spanish Jack sein muss. Unterdessen flüchtet Laramie, der den richtigen Namen seines Partners nicht kennt, mit Johnny in den Wald. Als sie auf eine Hütte stoßen, die dem jungen Goldsucher Sam Chase gehört, überfällt Laramie Sam und versucht, ihn auszurauben. Johnny missbilligt Laramies Gier und bringt ihn zu Fall, wodurch Sam den Kampf gewinnen kann. Nachdem sie auf ihre Pferde gestiegen und davongeritten sind, beendet Johnny seine Partnerschaft mit Laramie. Kurz darauf entdecken die Bürgerwehren Laramie und Johnny und schießen Laramie von seinem Pferd. Nachdem Johnny Laramie auf den Rücken seines eigenen Pferdes gehoben hat, stößt Laramie Johnny vom Ross und lässt ihn zurück. Auf der Suche nach Deckung stürzt sich Johnny in den reißenden Fluss, während die Bürgerwehren Laramie gefangen nehmen.
Johnny macht sich auf den Weg in die Stadt Oak Flat, wo er Belle bei einem Auftritt findet und sie zum Abendessen einlädt. An diesem Abend reitet Jim, der die Bürgerwehren anführt, in die Stadt und schließt sich Johnny und Belle an. Als Jim damit prahlt, dass er Spanish Jacks Komplizen gefasst hat, stürmt Belle abrupt vom Tisch. Am nächsten Tag sind Johnny und Belle gerade dabei, die Postkutsche nach Sacramento zu besteigen, als Jim Belle fragt, warum sie Spanish Jack gebissen hat. Nachdem Belle lügt, dass sie den Gesetzlosen in den rechten Arm gebissen hat, wendet sich Jim an Johnny und bittet ihn, seinen rechten Ärmel hochzukrempeln. Da Jim keine Spuren sieht, lässt er Johnny die Postkutsche besteigen. Als Sam, ebenfalls ein Passagier, Johnny vor Jim begrüßt, lügt Johnny, dass er Sam getroffen habe, als er mit seinem Führer Bergbauprojekte abklärte. Als sie Sacramento erreichen, weist Belle Johnny zurück und bittet ihn, die Stadt zu verlassen, bevor er gefasst wird. Vernarrt in Belle schenkt Sam ihr ein Pferdegespann und lädt sie zum Abendessen ein, sehr zu Johnnys Belustigung. Anstatt jedoch mit Belle zu speisen, verliert Sam seine gesamten Ersparnisse an den Spieltischen.
Als Johnny von Sams Verlust erfährt, informiert er ihn, dass Kapitän Slayter, der Besitzer der „River Belle“, ein betrügerisches Unternehmen betreibt, und bietet ihm an, ihm das Geld für einen neuen Claim-Anteil vorzuschießen. In der Nacht nach Geschäftsschluss bricht Spanish Jack in die „River Belle“ ein und raubt Slayter aus. Am nächsten Tag ist Johnny, der nicht in der Nähe des Bootes war, erstaunt, als Jim ihm von dem Raub erzählt. Jim teilt ihm mit, dass Laramie in der Nacht eintreffen werde, um Spanish Jack zu identifizieren, Belle fleht Johnny an, die Stadt zu verlassen. Zebby ist überzeugt, dass Sam der Gesetzlose ist, und vertraut ihren Verdacht dem Sheriff an, der Sam bis zu Laramies Ankunft unter Hausarrest stellt. Aus Angst, Laramie könnte einen Groll gegen Sam hegen und ihn deshalb zum Gesetzlosen erklären, fleht Belle Johnny an, Sam zu helfen. Johnny vermutet, dass Sam sich als Spanish Jack verkleidet hat, um Slayter für seinen Betrug auszurauben, und überredet Sam, den Standort des Geldes preiszugeben.
In dieser Nacht, als sie auf Laramies Ankunft warten, erzählt Johnny Belle die Legende von Spanish Jack und wie der maskierte Reiter sich gegen das Gesetz wandte, um den Mord an seinem Bruder zu rächen. Als Laramie in Begleitung von Eddie im strömenden Regen ankommt, ist Belle nicht in der Lage, Johnny zu entlarven, um Sam zu retten. Impulsiv fragt Johnny Belle, ob sie mit ihm weggehen würde, wenn Sam frei wäre, und als sie mit Ja antwortet, rennt er in den Regen hinaus. Gerade als Laramie bestätigt, dass Sam tatsächlich Spanish Jack ist, stürmt Johnny in der Verkleidung des Gesetzlosen ins Zimmer und schwenkt Slayters gestohlene Geldsäcke. Laramie feuert seine Pistole ab, aber Johnny schießt auf ihn und flieht auf die Straße. Jim folgt ihm, ruft Johnnys Namen und schießt ihn nieder. Belle rennt zu Johnny, der in ihren Armen stirbt. Nachdem er Slayter aus der Stadt gejagt hat, hält Jim, der weiß, dass Sam das Geld des Spielers gestohlen hat, ihm einen Vortrag über Ehrlichkeit und lässt ihn frei, damit er sich Belle anschließen kann.

## Hintergrund
Gedreht wurde der Film von Ende November 1945 bis Anfang Januar 1946 auf der Iverson Movie Ranch in Chatsworth sowie in den Republic-Studios in North Hollywood.
Einer Nachrichtenmeldung vom Oktober 1945 zufolge sollte ursprünglich William Marshall die Hauptrolle in diesem Film spielen und Tony Gaudio ihn in Technicolor drehen.
James W. Sullivan und Russell Kimball oblag die künstlerische Leitung. John McCarthy Jr. und Earl Wooden waren für das Szenenbild zuständig, Adele Palmer für die Kostüme. Die Brüder Theodore und Howard Lydecker schufen die Spezialeffekte. Musikalischer Direktor war Morton Scott, Orchesterleiter R. Dale Butts.

## Musik
Folgende Songs wurden im Film gespielt:
- Camptown Races von Stephen Foster
- Speak to Me of Love von Jean Lenoir
- I Can’t Tell You Why I Love You von Thomas Lee Mack und Andrew Mack
- The Man Who Broke the Bank at Monte Carlo von Fred Gilbert
- My Gal’s a High Born Lady von Barney Fagan

## Synchronisation
Die deutsche Synchronfassung entstand 1950 im Auftrag der Elite-Film Franz Schröder unter der Dialogregie von Theodor Mühlen, der auch das Dialogbuch verfasste.
| Rolle                       | Schauspieler       | Deutscher Synchronsprecher |
| --------------------------- | ------------------ | -------------------------- |
| Johnny Barrett/Spanish Jack | Wild Bill Elliott  | Axel Monjé                 |
| Belle Malone                | Constance Moore    | Carola Höhn                |
| Sam Chase                   | Hank Daniels       | Sebastian Fischer          |
| Jim Wales                   | Eugene Pallette    | Walther Suessenguth        |
| Tony Marchetti              | Charles Judels     | Clemens Hasse              |
| Barbier                     | Lucien Littlefield | Carl Heinz Carell          |
| Old Ling                    | H. T. Tsiang       | Herbert Weißbach           |

Anmerkung: Die kursiv geschriebenen Namen sind Rollen und Darsteller, die nicht im Abspann erwähnt wurden.

## Veröffentlichung
Die Premiere des Films fand am 31. Mai 1946 statt. In Österreich kam er am 4. Februar 1949 in die Kinos, in der Bundesrepublik Deutschland am 4. August 1950. Er wurde auch unter den Titeln Der Rächer mit der Maske und Der Räuber mit der Maske gezeigt.

## Kritiken
Der Kritiker des TV Guide sah eine gute Produktion, der es jedoch an Spannung fehle.
Das Lexikon des internationalen Films schrieb: „Durchschnittswestern.“